# Dorfkirche Nudow

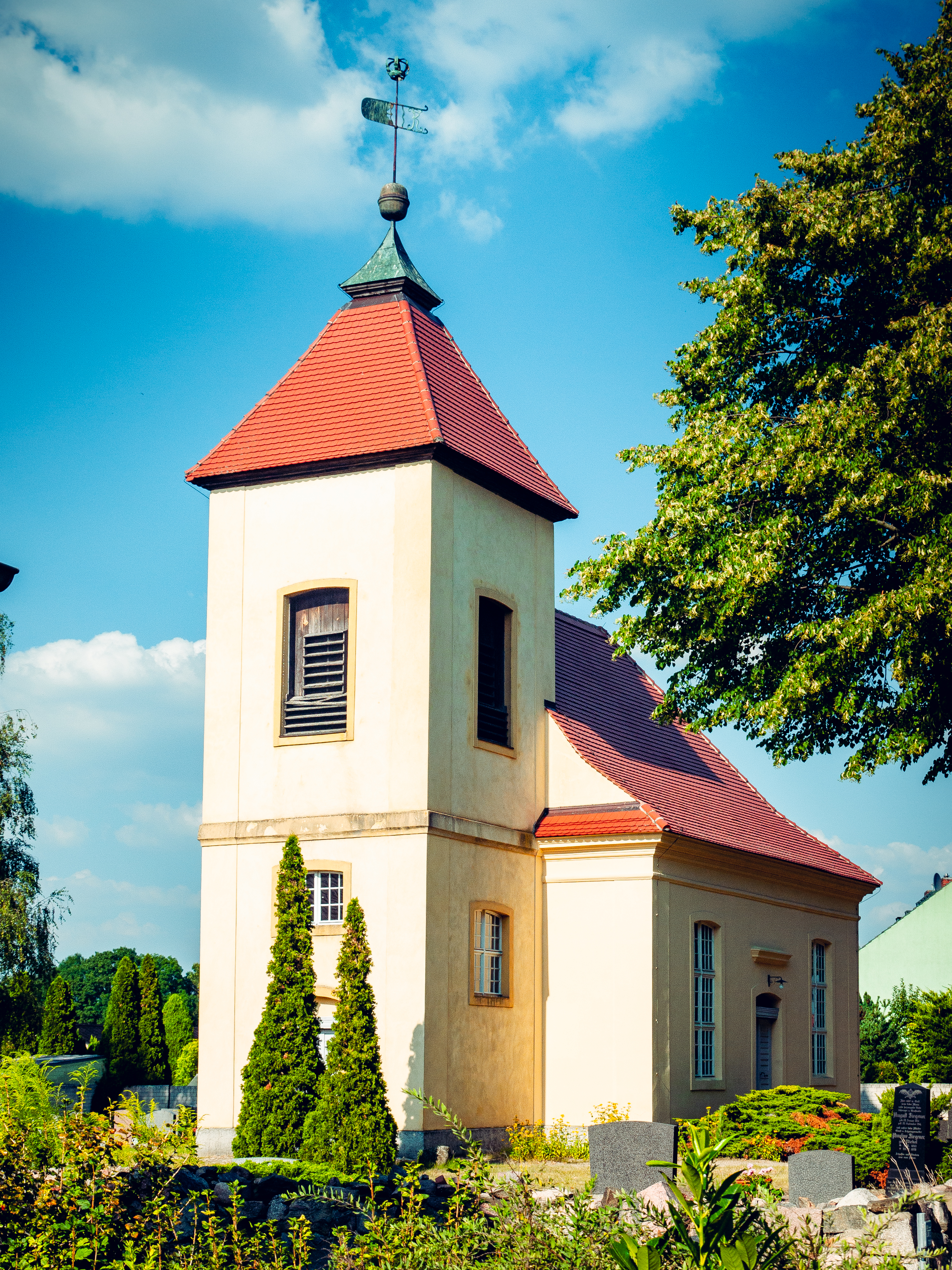
Dorfkirche Nudow

Die evangelische Dorfkirche Nudow ist eine Saalkirche in Nudow, einem Ortsteil der Gemeinde Nuthetal im Landkreis Potsdam-Mittelmark in Brandenburg. Sie gehört zum Evangelischen Kirchenkreis Zossen-Fläming der Evangelischen Kirche Berlin-Brandenburg-schlesische Oberlausitz. Es handelt sich um eine Preußische Kronkirche.

## Lage
Im südlichen Bereich der Gemarkung verläuft die Kreisstraße 6903 als Nudower Dorfstraße von Südwesten kommend in Richtung Nordosten durch den Ort. Die Kirche steht in etwa mittig der Bebauung nördlich der Straße. Die Einfriedung besteht aus ungleichmäßig geschichteten und nicht behauenen Feldsteinen. Der Zugang erfolgt über ein Portal aus rötlichem Mauerstein.

## Geschichte

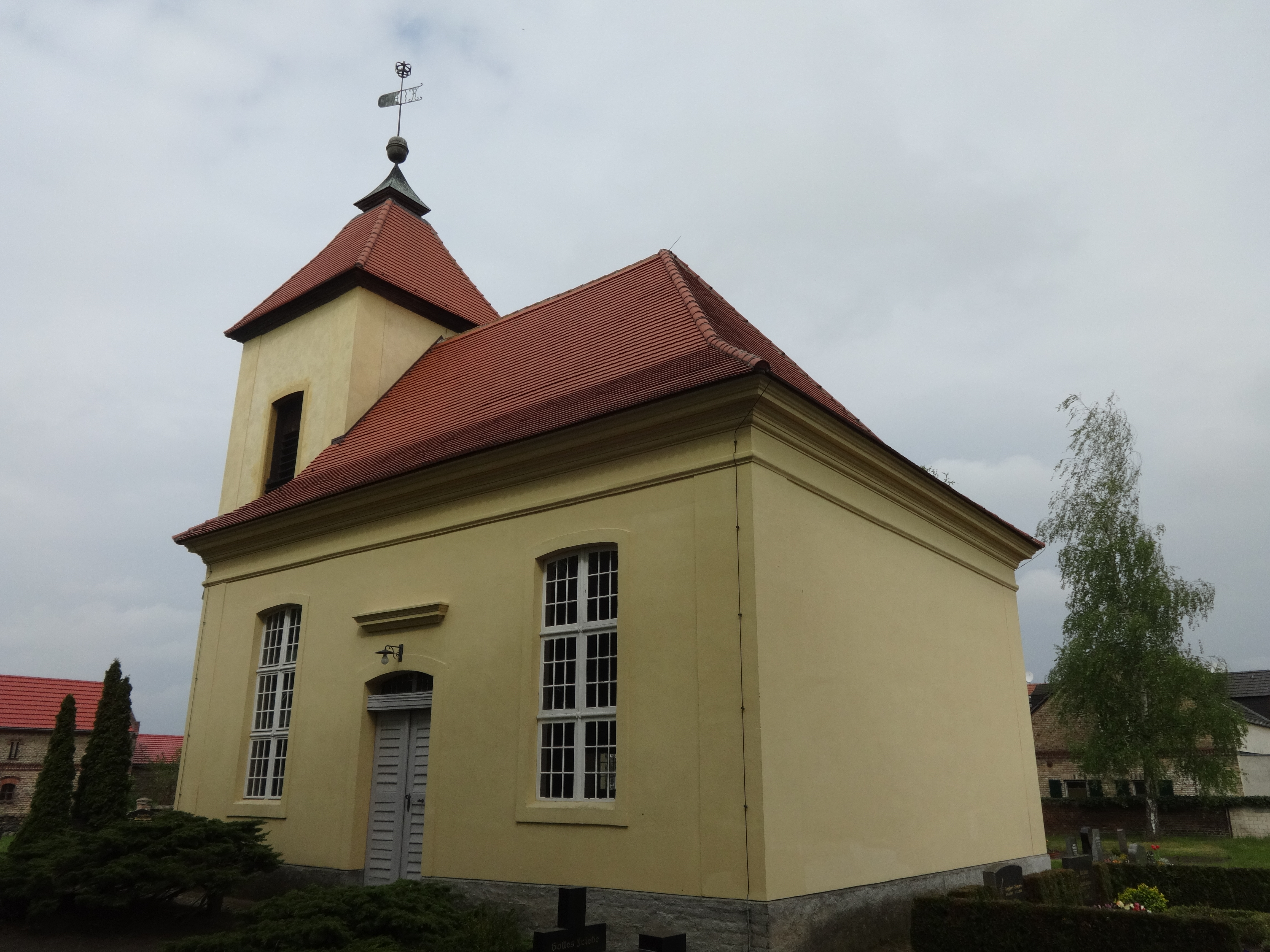
Dorfkirche Nudow

Einen ersten Hinweis auf die Existenz eines Sakralbaus findet sich im Landbuch Karls IV. Dort werden im 14. Jahrhundert zwei Pfarrhufe genannt. Somit dürfte ein Geistlicher vor Ort gewesen sein und damit mithin auch eine Kirche. Eine weitere Erwähnung findet sich in einem zu steuerlichen Zwecken angelegten Kirchenbuch des Bischofs von Brandenburg aus den Jahren 1527 bis 1529. Dorf wurde in Nudow eine Pfarrkirche erwähnt („Prokuration und subsidium charitativium“). Das Kirchenpatronat lag zu dieser Zeit bei derer von Schlabrendorff.
1672 wurde auf Geheiß des Brandenburger Kurfürsten in Drewitz eine Glashütte errichtet. Viele der dort Arbeitenden zogen aus der Schweiz zu und ließen sich in der Region nieder. Die Einwohnerzahl stieg an und damit auch der Wunsch nach einer eigenen Kirche. Dieser entstand – vielleicht auf den Resten eines Vorgängerbaus – in den Jahren 1733/1734 im Auftrag Friedrich Wilhelm I. vermutlich unter der Leitung von Johann Gottfried Kemmeter. Sie war eine von nur wenigen Kronkirchen im Brandenburgischen. Zu einem späteren Zeitpunkt erweiterten Handwerker die Sitzgelegenheiten, in dem sie eine Hufeisenempore einbauten. Dort baute 1853 ein Orgelbauer eine Orgel auf, die jedoch im Jahr 1878 bereits stark reparaturbedürftig war. Die Kirchengemeinde bemühte sich um einen Ersatz, der jedoch erst im Jahr 1932 mit einer neuen Schuke-Orgel realisiert werden konnte. 1929 fand ein Heimatforscher an der Empore 23 Totenbretter sowie vier Totenkronen in unterschiedlichen Größen. In den Jahren 1964 und 1965 erfolgte eine Restaurierung. Dennoch befand sich die Kirche noch vor wenigen Jahren in einem schlechten Zustand. So war das Dach kaputt und das Holz vom Schwamm und Hausbock befallen. Mittlerweile ist, durch finanzielle Unterstützung der Nachbargemeinden Ahrensdorf, Gröben und Siethen, des Kirchenkreises Zossen sowie vieler Privatspenden die Außensanierung inklusive des Neuanstrichs abgeschlossen. 2005 entdeckte eine Historikerin bei einem Besuch der Kirche auf dem Dachboden 15 der ursprünglich 23 Totenbretter.
Neben den Gottesdiensten finden in der Kirche regelmäßig Ausstellungen und Konzerte statt, auch um die weitere Sanierung der Kirche zu finanzieren.

## Baubeschreibung

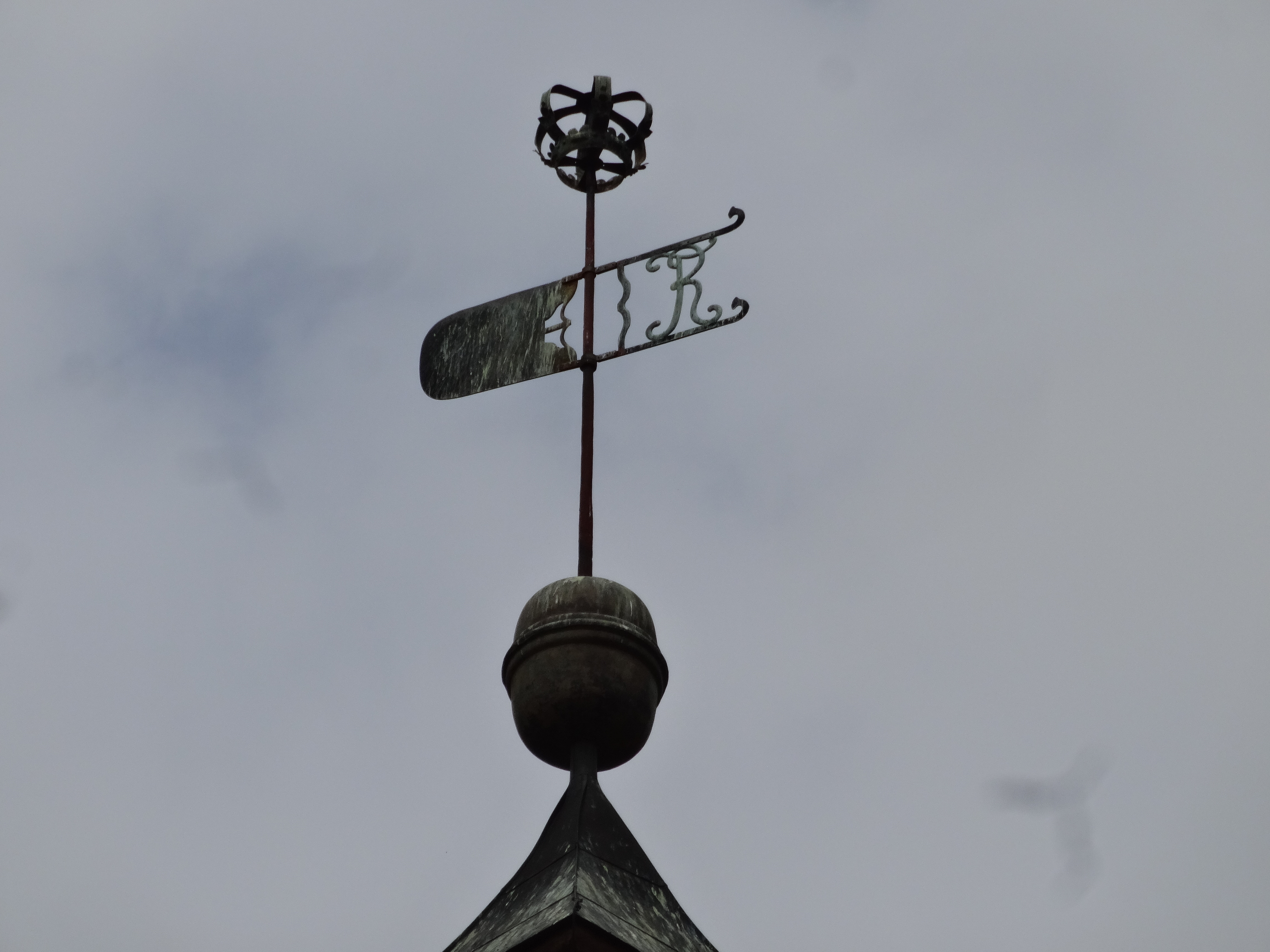
Krone oberhalb der Turmkugel

Das Gebäude ist ein schlichter, rechteckiger Bau, der aus Mauersteinen errichtet und anschließend verputzt wurde. Er ist rund 16 Meter lang und rund 10 Meter breit. Am Kirchenschiff sind an der Südseite zwei gedrückt-segmentbogenförmige Fenster. Deren Form wird mit verputzten Faschen betont. An der Südseite ist mittig eine Pforte mit einem darüber angebrachten Gesims. Auf der gegenüberliegenden Nordseite sind drei Fenster. Das Schiff ist mit einem schlichten Satteldach gedeckt. Der Baukörper ist mit Ecklisenen gegliedert.
Daran schließt sich der gedrungene, quadratische Westturm an. Er kann durch eine Pforte an der Westseite betreten werden. Darüber ist ein kleines Fenster, während an der Nord- und Südseite eine Blende in Form der Fenster am Kirchenschiff verbaut wurde. Ein Gesims in Höhe des Dachfirsts des Kirchenschiffs trennt das obere Turmgeschoss ab. Dort sind an den drei zugänglichen Seiten je eine Klangarkade. Dahinter sind drei Glocken. Der Turm schließt mit einem schlichten Zeltdach sowie einer Turmkugel ab, auf die eine Krone mit den Initialen des zweiten preußischen Königs aufgesetzt ist.

## Ausstattung

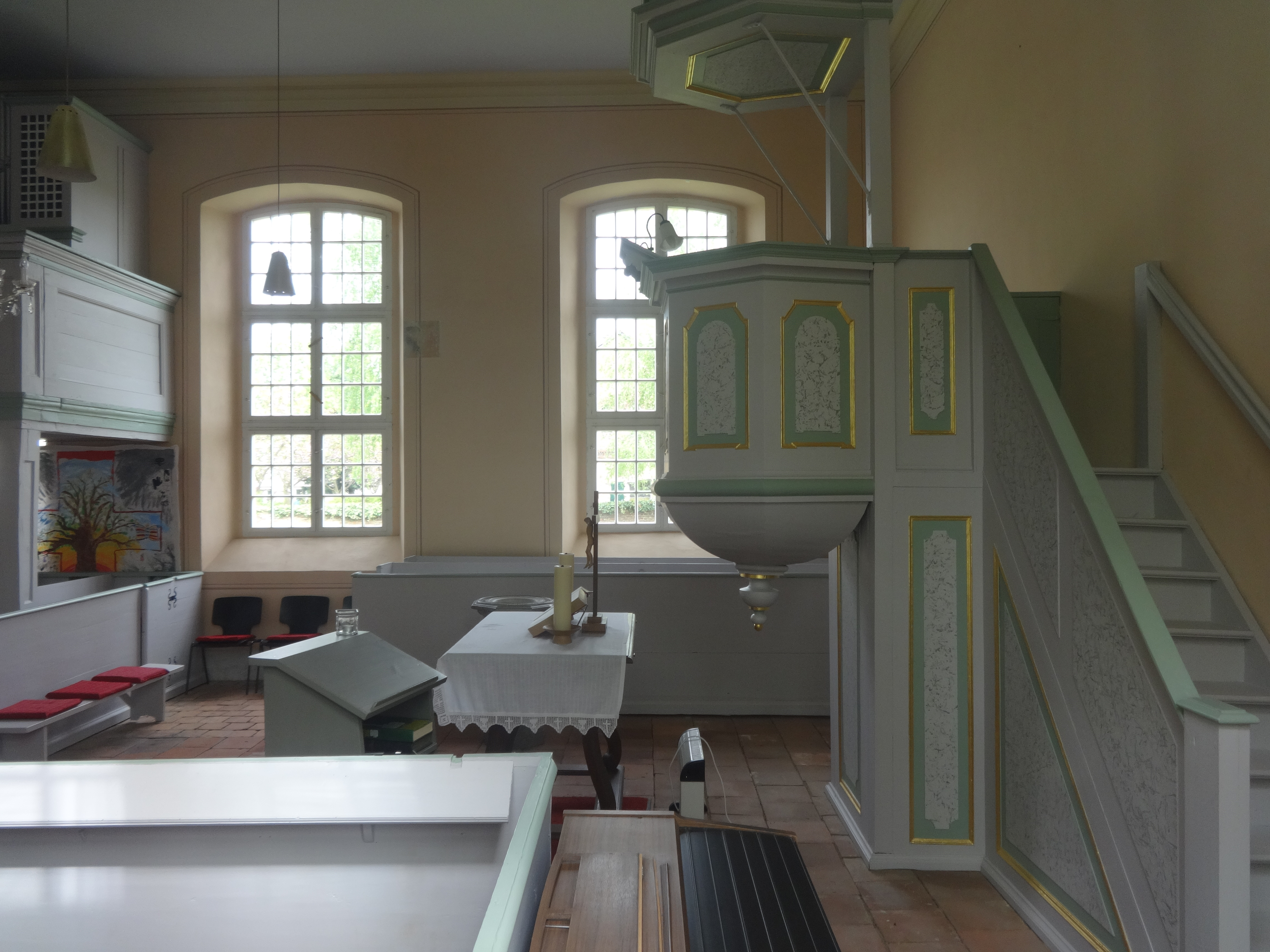
Blick ins Kirchenschiff

Die polygonale Kanzel ist aus Holz angefertigt und in einem schlichten, weißen Farbton gehalten. Der einzige Schmuck sind in abgesetzte Kassetten, die mit einem goldenen Rahmen versehen wurden. In ihnen befinden sich hellgrüne Felder, in die helle, marmorisierende Flächen eingearbeitet wurden. Oberhalb der Kanzel ist ein ebenfalls schlicht gehaltener Schalldeckel mit einem Pyramidenstumpf, auf dem zu einer früheren Zeit ein Monogramm des Königs angebracht war. Sie steht in der Mitte des Chors und stammt, wie auch die Empore und Gestühl aus der Bauzeit der Kirche. An der vom Schiff zum Turm führenden Tür sind die Reste eines gotisierenden Türbeschlages erhalten geblieben. Die Fünte schuf 1865 der Bildhauer Stoeck. Mehrere Tafeln erinnern an die Gefallenen aus den Befreiungskriegen sowie den Weltkriegen. Das Bauwerk ist in seinem Innern flach gedeckt.
Die Schlichtheit der Kirche ist nicht Ausdruck der Armut des Dorfes, sondern Grundprinzip in der reformatorischen Tradition des damaligen Königshauses. Ähnliche Kirchen finden sich vor allem in reformatorisch geprägten Ländern wie der Schweiz und den Niederlanden.
In der Einfriedung wurde im Sommer 1884 verwittertes Epitaph für Barbara von Thümen eingelassen. Die Inschrift ist im Jahr 2017 nicht mehr lesbar und lautete wie folgt: Anno 1577, den 8. August ist des gestrengen und ehrenfesten Casper von Reibnitz ehrbare Hausfrau Barbara von Thümen in Gott selig eingeschlafen. Bescher der Seelen Gott Gnade in Ewigkeit, Amen.